# 洛伊克·塞拉
洛伊克·塞拉（法語：Loïc Serra，1972年3月30日—）是一名法国一级方程式赛车工程师，目前担任法拉利车队的底盘技术总监。

## 职业生涯
洛伊克·塞拉的大学时期就读于法国国立高等工程技术学校的普罗旺斯艾克斯小区和巴黎校区，学习机械工程专业。从学校毕业后，塞拉加入米其林并开始了自己在赛车领域的职业生涯。他在德国巴特克罗伊茨纳赫的米其林公司担任质量工程师；之后他被调到法国克莱蒙费朗的研发中心工作。他所在部门所研发的新式轮胎和悬挂概念让塞拉对车辆动态与轮胎互动有了深入理解。
2002年，塞拉被委派了一份为赛车和其他高性能车辆开发一套全新的悬挂系统的任务，米其林研发这个悬挂系统的初衷是为其在一级方程式的客户车队使用，这也让塞拉首次接触到了该赛事。这也让塞拉在之后加入到了米其林的一级方程式部门。直到2006年，法国轮胎品牌宣布结束参加一级方程式的赛事。
塞拉在离开米其林后加入了宝马索伯车队成为车队的车辆性能负责人。2009年，当宝马宣布退出一级方程式后，塞拉准备迎接新的挑战并加入了新成立的梅赛德斯车队。2019年，塞拉被任命为车队的性能总监。 2023年，塞拉被法拉利车队挖走，他预计将度过花园假期后于2025年加入意大利车队。
2024年5月，法拉利车队确认洛伊克·塞拉将于2024年10月加入法拉利，担任底盘性能主管，向底盘技术总监恩里克·卡迪尔汇报。而同年6月，恩里克·卡迪尔离开了法拉利车队；法拉利稍后宣布组织架构变更，洛伊克·塞拉被任命为底盘技术总监。